# 大頭擬奈氏鱈
大頭擬奈氏鱈（学名：Pseudonezumia cetonuropsis），又名鱈魚，为輻鰭魚綱鱈形目鼠尾鱈科擬奈氏鱈屬下的一个种，為深海底棲性魚類，分布於西北太平洋日本海域，深度可達1679公尺，體長可達27公分，棲息在底層水域，生活習性不明。